# 예브게니 옙투셴코
예브게니 알렉산드로비치 옙투셴코(러시아어: Евге́ний Алекса́ндрович Евтуше́нко, 1932년 7월 18일~2017년 4월 1일)는 러시아의 시인이자 영화 감독이다. 

## 생애
1932년 소련 이르쿠츠크주의 작은 마을인 지마에서 태어났다. 아버지 알렉산드르 간그누스는 지질학자이며, 어머니 지나이다 옙투셴코(그의 성인 '옙투셴코'는 여기서 온 것이다.)는 가수이다.
제2차 세계 대전 이후 모스크바로 이주했으며, 1949년 첫 시를 발표하였다. 1951년부터 1954년까지 막심 고리키 문학 연구소에서 수학했으나 1957년 발표한 시 <지마역>으로 인해 "개인주의"라는 비판과 함께 퇴학당했다. 이 사건을 계기로 옙투셴코는 러시아 대중 사이에 명성을 얻게 되었다.
이오시프 스탈린이 죽은 이후, 니키타 흐루쇼프가 소련의 지도자가 되어 해빙기가 시작되자, 그는 본격적으로 문학 활동을 시작했다. 1961년 발표한 시, <바비 야르>를 통해 당시 소련에 퍼져있던 반유대주의를 비판하였다. 그는 곧 러시아에서 대중적인 명성을 얻게 되었으며, 안드레이 보즈네센스키같은 60년대 대표적인 시인이 되었다. 8월 쿠데타 당시에는 보리스 옐친을 지지하였으며, 2017년 4월 1일에 사망했다.